# Hasan Škapur
Hasan Škapur (9. září 1913 Škapurevića brdo, Tešanj, Bosna a Hercegovina – 25. května 1975 Prijedor, Socialistická federativní republika Jugoslávie) byl bosenskohercegovský pedagog a historik bosňáckého původu.

## Život
Základní školu dokončil v rodném Tešnji. Vyšší vzdělání získal v předních islámských učilištích v Bosně a Hercegovině, nejprve v Gazi Husrev-begově medrese (1927–1935) a pote ve Vyšší islámské šarí‘atsko-teologické škole (1935–1939). Následně absolvoval vojenskou službu a získal práci suplenta ve Státním reálném gymnáziu v Bihaći, k tomu přednášel dějiny islámu a arabštinu v Okružní medrese v Bihaći. Mezi lety 1942 a 1947 působil ve Státním reálném gymnáziu v Banja Luce, kde také honorárně vyučoval v obchodní akademii a kázal ve Ferhad-begově mešitě. 
Od roku 1947 žil v Prijedoru, kde vyučoval historii, srbochorvatštinu a ruštinu na místním gymnáziu. V roce 1954 začal pracovat v nově otevřením prijedorském národopisném muzeu (Gradski muzej, od 1957 Zavičajni muzej sreza Prijedor, od 1962 Muzej Kozare), kde setrval až do své smrti. Během svého působení v muzeu se hlouběji věnoval studiu dějin Bosny a Hercegoviny, zejména pak období osmanské vlády. Kromě jiného se podílel na překladu Sahíh al-Buchárí, jedné ze šesti kánonických sbírek v sunnitském islámu.
Místní pobočka Islámského společenství v Bosně a Hercegovině v Tešnji roku 2005 založila Fond Hasana ef. Škapura, z něhož uděluje stipendia nadaným žákům a studentům, případně také ceny a uznání zasloužilým vědeckým pracovníkům, jednotlivcům, orgánům a institucím v Bosně a Hercegovině i mimo ni za přínos k rozvoji islámských věd.

## Dílo

### Monografie a rozsáhlejší práce
- Turski dokumenti o ustanku u Potkozarju 1875–78 (Turecké dokumenty o povstání v podhůří Kozary v letech 1875–1878), společně s Ahmedem S. Aličićem, zpráva z výzkumu
- Odnos osmanskih vlasti prema bosanskom ustanku 1875.–1878. (Postoj osmanských úřadů k bosenskému povstání v letech 1875–1878, Sarajevo 2017)